# Салічний міст
49°19′00″ пн. ш. 8°27′11″ сх. д. / 49.316666666667° пн. ш. 8.4530555555556° сх. д.
Салічний міст (нім. Salierbrücke) — автомобільний міст, який перетинає Рейн на схід від Шпаєра на річковому кілометрі 399,80.
Конструкція складається з вутих сталевих балкових мостів над річкою та попередньо напруженого залізобетонного балкового мосту на східному березі.
Через міст прямує федеральна автомагістраль 39, що сполучає Шпаєр та Гоккенгайм.
Міст має довжину 595 м та дві смуги руху, а також пішохідну та велосипедну доріжки обабіч.

## Історія

### Пороми
Багато століть Рейн біля Шпаєра можна було перетнути лише поромом.
У районі Шпаєра було п'ять поромів, і всі вони, ймовірно, існували задовго до того, як про них вперше згадали, а саме: пором поблизу Райнсгайму, вперше згаданий в 1191 році, пором біля Уденгайму (нині Філіппсбург), вперше згаданий в 1297 році, пором Луссгайм до Альтлуссгайма, вперше згаданий наприкінці XIII століття, єпископський пором поблизу Кеча, вперше згаданий в 1228 році, і, нарешті, пором Райнгойзер, вперше згаданий в 1296 році.

У 1782 році капітул Шпаєрського собору планував побудувати «Реакційний пором» замість порома Райнгойзер, але відмовився від цього плану через високу вартість.

### Понтонний міст
У 1862 році Велике герцогство Баденське та Королівство Баварія, до якого на той час належав Пфальц на лівому березі Рейну, уклали державний договір про будівництво понтонного мосту для дорожнього сполучення поблизу Шпаєра.
Будівництво здійснено містом Шпаєр та введено в експлуатацію в 1866 році.
У 1871 році між Баденом і Баварією підписали угоду про будівництво залізниці Гайдельберг — Швецинген — Шпаєр з понтонним мостом через Рейн.
Лінію відкрито 10 грудня 1873 року.
Товариство Pfälzische Ludwigsbahn-Gesellschaft викупило міст у міста Шпаєр та перетворило його на комбінований автомобільно-залізничний міст.
Понтонний міст мав одинадцять відсіків, кожен з яких складався з трьох-чотирьох залізних човнів.
Шість ланцюгів були міцно закріплені в Рейні, три були розсувними ланцюгами з моторним приводом і два були на суходолі.

Конструкцію доводилося кілька разів на день переміщувати для пасажирського поїзда на залізниці Гайдельберг — Шпаєр, а потім знову розбирати, щоб по річці могли проходити судна.
У 1929 році дванадцять поїздів щодня перетинали міст, який у той час був закритий для дорожнього руху. Власне, понтонний міст мав довжину 234,6 м і складався з 43 понтонів.
Коли рівень води на водомірному посту Максау досяг 8,2 м і був присутній лід, окремі ланцюги відбуксирувались у гавань.

Людей та дрібні речі перевозили на веслових човнах.
Після того, як понтонний міст розібрали, його компоненти використовував Вермахт для навчальних цілей.

### Міст 1938 року
У 1925 році розпочалися перші переговори між державним урядом, Deutsche Reichsbahn (DRG) та урядами земель Баден і Баварія про заміну понтонних мостів у Шпаєрі та Максау, які дедалі більше перешкоджали зростаючому судноплавству на Рейні, стаціонарними мостами.
Лише в 1931 році сторони домовилися, що німецький уряд та DRG фінансуватимуть 1/3 витрат на будівництво, а обидві землі — по 1/6.
Церемонію закладання фундаменту нового мосту через Рейн провели 23 вересня 1933 року, але будувати автомобільно-залізничний міст почали тільки в середині 1935 року.
Міст відкрили для руху на початку 1938 року, а офіційне відкриття відбулося 3 квітня 1938 року.
Наприкінці Другої світової війни міст підірвали 23 березня 1945 року німецькі частини, що відступали.

##### Конструкція
Довжина мосту становила 563 м, а ширина — 13,0 м.
Над річкою він складався з двопрогонової безстійкової кроквяної конструкції зі сталі з дорожнім полотном під нею. Прольоти безперервної балки становили 163,2 м та 108,8 м, висота системи — 15,5 м з кроком між головними балками 12,8 м.
На передовій частині були влаштовані суцільні стінові балкові конструкції з проїжджою частиною над ними.
На правому березі Рейну споруда мала шість отворів з прольотами 45 м, на лівому березі один проліт з прольотом 20 м.

### Понтонний міст 1945 року

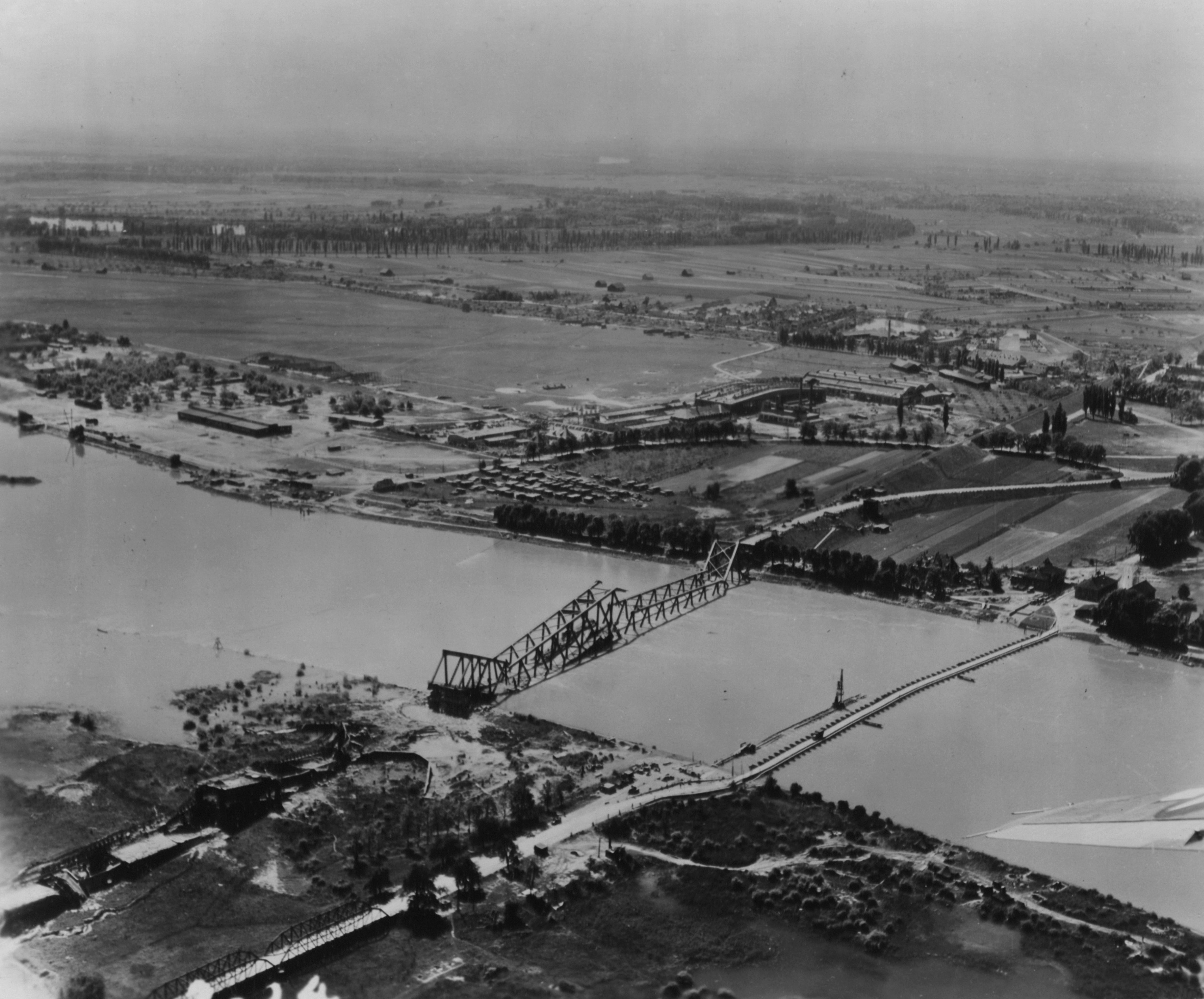
Підірваний міст, понтонний міст на заміну, вид з баденського боку Рейну, травень 1945 року

З 31 березня 1945 року французькі інженери почали будівництво понтонного мосту біля підірваного мосту, який відкрили для руху з 3 квітня 1945 року, але виключно для військових перевезень.
На згадку про цю подію встановлено двометровий меморіальний камінь.
Пором знову відкрився для цивільного руху на початку 1946 року.

### Міст 1956 року

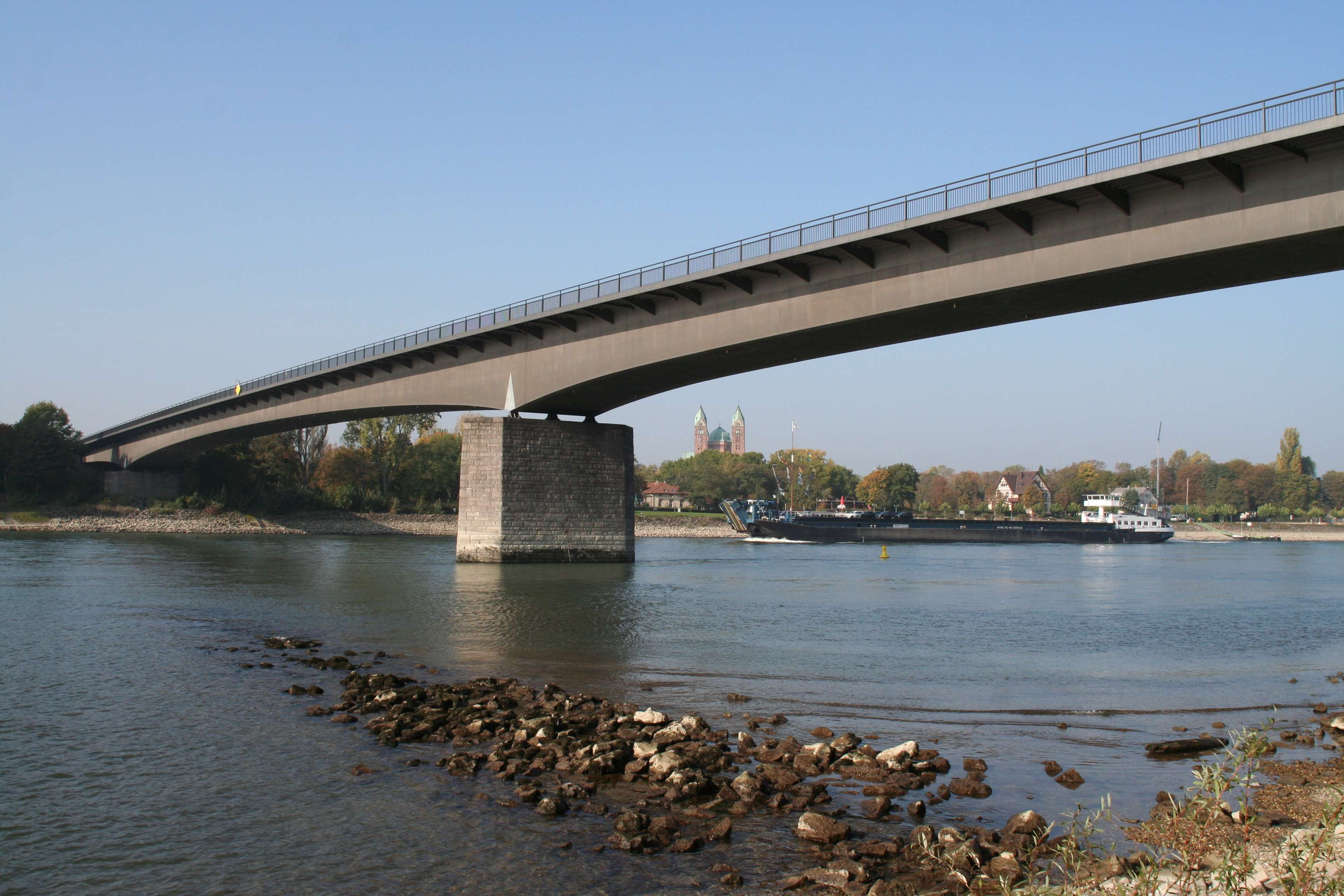
Салічний міст зі Шпаєрським собором на задньому плані

Після укладеного контракту в серпні 1954 року будівництво нового мосту розпочалося на початку 1955 року, але цього разу лише як автомобільного мосту, оскільки залізницю закрили.
Щоб непомітно інтегрувати міст у силует міського пейзажу разом зі Шпаєрським собором, спроєктували балковий міст з надземною дорогою.
3 листопада 1956 року міст відкрили для руху тодішній федеральний міністр транспорту Ганс-Крістоф Зееб і прем'єр-міністр землі Рейнланд-Пфальц Петер Альтмаєр.
Влітку 1977 року міст повністю закрили для ремонту дороги.
З 21 січня 2019 року міст закрито для приватного автомобільного руху на реконструкцію та модернізацію.

У цей час перетинати міст дозволялося лише машинам швидкої допомоги, автобусам, велосипедистам та пішоходам. Спочатку роботи планувалося завершити до кінця 2020 року.

Фактично, міст знову відкрито для загального руху 24 листопада 2021 року.

Через забруднення та додаткові заходи з укріплення доріг загальні витрати зросли з 16,7 мільйона євро до приблизно 28,7 мільйона євро.

#### Конструкція
Конструкція 1956 року збудована на фундаменті попереднього мосту, лише абатмент на лівому березі Рейну перемістили на захід.
На правому березі Рейну міст шестипрогоновий з попередньо напруженого залізобетону, довжиною 270 м, з прольотами 2 × 44,65 м — 2 × 45,15 м — 44,65 м — 45,75 м.
Прогонова конструкція мосту має чотирипрольотний поперечний переріз плити-балки та спирається на берег Рейну разом з головним мостом на широкий розділювальний пілон з гранітним покриттям. Градієнт становить 1,43 %.
Міст над річкою — трипрольотний сталевий балковий міст з вутами довжиною 324,7 м, з прольотами 109,2 м на правому березі Рейну, 163,5 м у середньому прольоті та 52,0 м на лівому березі Рейну.
Висота конструкції становить 6,4 м над основними опорами, 3,37 м посередині річки та 3,0 м на кінцях сталевої конструкції.
Надбудова складається із закритого сталевого короба шириною 8,0 м, консолей верхньої плити настилу довжиною 3,1 м з обох боків, а консольні балки розташовані кожні 5,25 м.
Над річкою підтримується висота води 9,1 м за найвищого судноплавного рівня води.

## Фільм
- Die Schiffsbrücke von Speyer, SWR, Folge 125 der Reihe Eisenbahn-Romantik (1995)